# Рамиев, Сагит Лутфуллович
Сагит Лутфуллович Рамиев (тат. Сәгыйть Рәмиев; 12 февраля 1880 — 16 марта 1926) — татарский поэт.

## Биография
Родился в семье плотовщика в деревне Акман (ныне Ибраево, Кугарчинский район, Башкортостан) 12 февраля 1880 года. Образование получил в татарском медресе Хусаиния и в русской школе в Оренбурге. С 1902 по 1906 год работал учителем, а потом переехал в Казань, где стал работать в газете «Таң йолдызы». В 1912-13 гг работал в Астрахани. С 1922 года жил в Уфе.
Его перу принадлежат стихотворение в прозе «Таң вакыты» (На заре; о судьбах татарского народа); лирические стихи «Ты», «Она», «Бер көше» (Одна); пьесы «Низамлы мәдрәсә» (Образцовое медресе), «Яшә, Зөбәйдә, яшим мин» (Живи, Зубайда, живу и я). Также занимался переводами — перевёл на татарский язык ряд произведений Л. Н. Толстого, Н. А. Некрасова, Д. Бедного, Р. Джованьоли, а также «Марсельезу».